# كوينتن مارتينوس
كوينتن مارتينوس (Quenten Martinus) (7 مارس 1991 في ويلمستاد في كوراساو – )؛ هو لاعب كرة قدم سابق كان يلعب كمهاجم. يلعب مع منتخب كوراساو لكرة القدم منذ عام 2014.

## وصلات خارجية
- كوينتن مارتينوس على موقع رابطة كرة القدم اليابانية للمحترفين (اليابانية)
- كوينتن مارتينوس على موقع قاعدة بيانات كرة القدم.إي يو (الإنجليزية)
- كوينتن مارتينوس على موقع ناشيونال فوتبول تيمز (الإنجليزية)
- كوينتن مارتينوس على موقع Soccerway.com (الإنجليزية)
- كوينتن مارتينوس على موقع عالم كرة القدم.نت (الإنجليزية)

- National Football Teams